# Гай Салвий Капитон
Гай Салвий Капитон (на латински: Gaius Salvius Capito) e политик и сенатор на Римската империя през 2 век.
Произлиза от фамилията Салвии. През 148 г. той е суфектконсул заедно със Сатурий Фирм.